# Jung So-ra
Jung So-ra (California, 10 de marzo de 1991) es una modelo surcoreana de origen estadounidense que representó al país asiático en Miss Universo 2011 tras ser coronada Miss Corea 2010.

## Primeros años
Jung es la hija del presidente de la Cámara de Comercio de Corea en Shanghái. Se graduó en la Escuela Americana de Shanghai en la clase de 2009. Anteriormente había asistido a la Universidad de California en Riverside; complementó posteriormente estudios en la Universidad de Corea. Habla con fluidez inglés y coreano.

## Carrera

### Miss Corea 2010
Compitió como una de las 56 finalistas en el concurso nacional de belleza de su país, Miss Corea, celebrado el 25 de julio de 2010 en Seúl, donde se convirtió en la ganadora final del título, obteniendo el derecho a representar a Corea del Sur en Miss Universo 2011.
Tras el concurso, Jung donó todo el dinero del premio al Instituto Internacional de Vacunas, una organización que desarrolla y distribuye vacunas en países en desarrollo. "Tomé esta decisión para cumplir mi promesa de servir a la sociedad cuando fui coronada Miss Corea", dijo.

### Miss Universo 2011
Como representante oficial de su país en el certamen de Miss Universo 2011, retransmitido en directo desde São Paulo (Brasil) el 12 de septiembre de 2011, Jung compitió para suceder a la entonces titular de Miss Universo, Ximena Navarrete, de México; sin embargo, no quedó clasificada en el palmarés.